# Ванесса Хилл
Ванесса Хилл (англ. Vanessa Hill, род. 8 апреля 1984, Будапешт) — венгерская порноактриса, лауреатка премии AVN Awards.

## Биография
Родилась 8 апреля 1984 года в Венгрии. В порноиндустрии дебютировала в 2004 году, в возрасте около 20 лет.
Снималась для таких студий, как Zero Tolerance, Vouyer Media, Private, Paradise Film, Evil Angel и других.
В 2008 году получила AVN Awards в категориях «лучшая сцена иностранного производства» за Furious Fuckers Final Race, а также «лучшая групповая сцена (видео)» за Fashionistas Safado: Berlin.
Ушла из индустрии в 2015 году, снявшись в 105 фильмах.

## Награды
| Год  | Церемония  | Результат | Номинация                                   | Работа                      |
| ---- | ---------- | --------- | ------------------------------------------- | --------------------------- |
| 2008 | AVN Awards | Победа    | Лучшая секс-сцена иностранного производства | Furious Fuckers Final Race  |
| 2008 | AVN Awards | Победа    | Лучшая групповая сцена, видео               | Fashionistas Safado: Berlin |

## Избранная фильмография
- Fashionistas Safado: Berlin (2007, Evil Angel)